# Hamataliwa catenula
Hamataliwa catenula is een spinnensoort in de taxonomische indeling van de lynxspinnen (Oxyopidae).
Het dier behoort tot het geslacht Hamataliwa. De wetenschappelijke naam van de soort werd voor het eerst geldig gepubliceerd in 2009 door Christa L. Deeleman-Reinhold.